# Nikolaus Gülich
Pour les articles homonymes, voir Gülich.
 (novembre 2023).
La mise en forme du texte ne suit pas les recommandations de Wikipédia : il faut le « wikifier ».
Les points d'amélioration suivants sont les cas les plus fréquents. Le détail des points à revoir est peut-être précisé sur la page de discussion.
- Les titres sont pré-formatés par le logiciel. Ils ne sont ni en capitales, ni en gras.
- Le texte ne doit pas être écrit en capitales (les noms de famille non plus), ni en gras, ni en italique, ni en « petit »…
- Le gras n'est utilisé que pour surligner le titre de l'article dans l'introduction, une seule fois.
- L'italique est rarement utilisé : mots en langue étrangère, titres d'œuvres, noms de bateaux, etc.
- Les citations ne sont pas en italique mais en corps de texte normal. Elles sont entourées par des guillemets français : « et ».
- Les listes à puces sont à éviter, des paragraphes rédigés étant largement préférés. Les tableaux sont à réserver à la présentation de données structurées (résultats, etc.).
- Les appels de note de bas de page (petits chiffres en exposant, introduits par l'outil «  Source ») sont à placer entre la fin de phrase et le point final[comme ça].
- Les liens internes (vers d'autres articles de Wikipédia) sont à choisir avec parcimonie. Créez des liens vers des articles approfondissant le sujet. Les termes génériques sans rapport avec le sujet sont à éviter, ainsi que les répétitions de liens vers un même terme.
- Les liens externes sont à placer uniquement dans une section « Liens externes », à la fin de l'article. Ces liens sont à choisir avec parcimonie suivant les règles définies. Si un lien sert de source à l'article, son insertion dans le texte est à faire par les notes de bas de page.
- La présentation des références doit suivre les conventions bibliographiques. Il est recommandé d'utiliser les modèles {{Ouvrage}}, {{Chapitre}}, {{Article}}, {{Lien web}} et/ou {{Bibliographie}}. Le mode d'édition visuel peut mettre en forme automatiquement les références.
- Insérer une infobox (cadre d'informations à droite) n'est pas obligatoire pour parachever la mise en page.

Pour une aide détaillée, merci de consulter Aide:Wikification.
Si vous pensez que ces points ont été résolus, vous pouvez retirer ce bandeau et améliorer la mise en forme d'un autre article.
 (novembre 2023).
Nikolaus Gülich (* 30 octobre 1644 ; † 23 février 1686) était dans les années 1680 le leader d'un mouvement de protestation contre les dirigeants de la ville de Cologne (révolte de Gülich ou rébellion de Gülich).

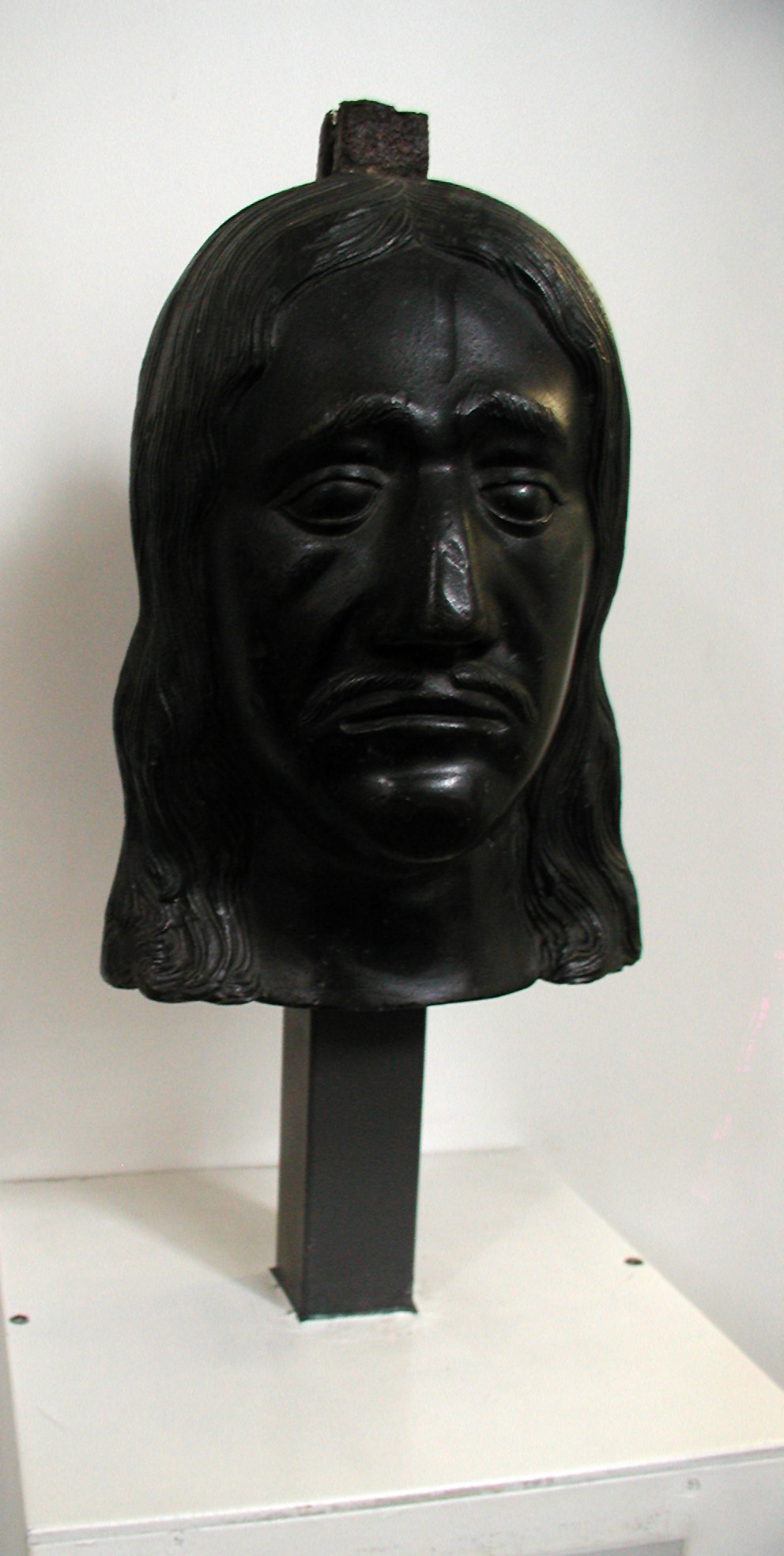
Tête de Nikolaus Gülich de la colonne de la honte arrachée ; Arsenal de Cologne

## Biographie
Nikolaus Gülich était le fils du chapelier de Cologne Andreas Gülich et de son épouse Maria de Reuss, issue d'une importante famille de commerçants de Cologne. Au milieu du XVIIe siècle, il s'était établi comme commerçant manufacturier dans la rue Obenmarspforten à Cologne et y avait fondé en 1668 son propre commerce de rubans et d'articles manufacturés ainsi que, trois ans plus tard, un commerce de vin avec son frère Theodor. Gülich était membre de la Guilde [Quoi ?] des commerçants Kaufmanns-Gaffel „Himmelreich“.
En 1680, Nikolaus Gülich prit la tête d'un mouvement de mécontents au sein de la bourgeoisie de Cologne. Les pratiques douteuses du gouvernement de la ville étaient dénoncées, notamment le népotisme et le détournement de fonds publics. Gülich organisa le mouvement de protestation à l'intérieur de Cologne et fut installé en 1683 comme "syndicus specialis" aux côtés d'un nouveau conseil municipal. Une commission d'enquête impériale immédiatement mise en place menaça les nouveaux dirigeants et la ville entière d'un bannissement impérial, si bien qu'en août 1685, Gülich fut destitué et emprisonné. Le 23 février 1686, les condamnations à mort furent exécutées sur la lande de Mülheim.

## Postérité
Après la décapitation de Gülich, un tribunal ordonna la démolition de sa maison et l'interdiction de reconstruire sur l'espace ainsi libéré. C'est ainsi que fut créée une place qui portera plus tard son nom. Sur cette place fut érigée en 1686 une colonne de la honte, avec une tête aux traits de Gülich, coulée en bronze et transpercée par une épée. Les dirigeants de la ville avaient prévu de laisser ce monument là pour toujours, à titre de dissuasion. Ce n'est que plus d'un siècle plus tard, au moment de l'occupation par les troupes de la Révolution française, qu'elle fut démolie.
Au XVIIIe siècle, la place de l'ancienne maison était appelée Jülichs-Platz. L'entreprise Farina a donc repris cette adresse dans sa raison sociale sous le nom de Johann Maria Farina, en face de la Jülichs-Platz. Lorsque Cologne devint prussienne en 1815, les autorités rebaptisèrent cette place Gülichplatz.
La Gülichplatz se trouve à l'ouest du musée Wallraf-Richartz, au coin de la rue Obenmarspforten, en face de la maison Farina où se trouve une fontaine de carnaval. La fontaine dite "Fastnachtsbrunnen" a été créée en 1913 par Georg Grasegger et est l'une des fontaines de rue originales de Cologne. Un putto exubérant trône sur la colonne. Le bord de la fontaine est orné d'un vers que Goethe a dédié au carnaval de Cologne en 1825 :

« Qu'elle soit louable, cette quête folle, si elle est courte et pleine de sens. Que la sérénité de la vie terrestre soit le bénéfice de l'ivresse passagère. »

## Sources
- Bellingradt, Daniel : Organiser l'opinion publique dans une boîte résonnante : The Gülich rebellion in early modern Cologne, 1680-1686, in : Urban History 39,4 (2012), 553-570.
- Justa Divae Themidis Ultio, Oder Gerechte Rach-Vergeltung der H. Gerechtigkeit und wohl-verdiente Belohnung Bürgerlicher Untretreu und Aufrußs wieder die vorgesetzte höhere Obrigkeit : Zu einem abscheulichen Bey-Spiel und billichen Straff-Exempel höchst-vermeidlichen Ungehorsams ... Présenté au procès d'exécution de Cologne de trois rebouteux et rebelles de l'impôt sur le revenu, Nicolaui Gulichs, Abraham Saxens et Anthonii Mesthovii, tels qu'ils ont été récemment punis et exécutés de manière exemplaire à Mühlheim, le 23 février de cette année 1686 qui porte la marque de Dieu, en tant que huitièmes et loyaux citoyens du Main-Eydige (document numérisé).
- Stelzmann, Arnold / Frohn, Robert, avec des textes illustrés de Paul Dahm : Illustrierte Geschichte der Stadt Köln, éditeur : J.P.Bachem à Cologne ; 11e édition améliorée : 1990, 406 pages  (ISBN 3-7616-0973-6), ici : Chapitre "Le déclin de la ville impériale", pages 211-213
- Dietmar, Carl / Jung, Werner, fondé par Franz Bender et Theodor Bützler : Kleine illustrierte Geschichte der Stadt Köln, éditeur : J.P.Bachem à Cologne ; 8e édition entièrement revue et augmentée : 1996, 311 pages  (ISBN 3-7616-1135-8) Kart./ (ISBN 3-7616-1188-9) Geb., ici : Chapitre "Le déclin de la ville libre impériale, 1. La révolte de Nikolaus Gülich", pages 104-106.
- Köln-Information, texte Slomka, Petra : Rund ums Rathaus, éditeur : Stadt Köln, Presse- und Informationsamt, maison d'édition : Drei Kronen Druck, Hürth, ici : chapitre "Gülichplatz"